# 700
Évszázadok: 6. század – 7. század – 8. század
Évtizedek: 650-es évek – 660-as évek – 670-es évek – 680-as évek – 690-es évek – 700-as évek – 710-es évek – 720-as évek – 730-as évek – 740-es évek – 750-es évek
Évek: 695 – 696 – 697 – 698 –  699 – 700 – 701 – 702 – 703 – 704 – 705

## Események

### Európa
- Meghal Cunipert longobárd király. Utóda kiskorú fia, Liutpert, aki helyett régensként Ansprand, Asti hercege kormányoz. Nyolc hónappal később Raginpert torinói herceg elbitorolja Liutpert trónját és fiát, Aripertet kinevezi trónörökösnek.

### Omajjád Kalifátus
- A Zábulisztán meghódítására küldött Abd al-Rahmán ibn Asat és "pávahadserege" fellázad al-Hadzszsádzs ibn Júszuf iraki kormányzó ellen és miután kiegyeznek a zábulisztániakkal, megindulnak Irak felé. Útközben a kalifával vallási és egyéb okokból elégedetlenek is csatlakoznak hozzájuk és a zendülés hamarosan anti-Omajjád felkeléssé válik.
- Abd al-Malik kalifa fia, Abdalláh a bizánci határon elfoglalja Theodosziopolisz városát és feldúlja Kis-Örményország tartományt.
- Abd al-Malik a görög helyett az arabot teszi meg a damaszkuszi udvar hivatalos nyelvévé (hozzávetőleges dátum).

### Amerika
- A mai Costa Ricában kialakul a diquis kultúra (hozzávetőleges időpont).
- Peruban lehanyatlik és összeomlik a mocsika kultúra (hozzávetőleges időpont).

## Születések
- I. Hadrianus, római pápa
- I. Paulus, római pápa
- Dzsafar al-Szádik, síita imám, teológus, a dzsafarita jogtudományi iskola alapítója
- Salzburgi Szent Virgil, ír származású püspök, csillagász
- Szent Willibald, frank püspök

## Halálozások
- Cunipert, longobárd király
- Ti Zsen-csie, kínai kancellár

## Fordítás
- Ez a szócikk részben vagy egészben  a(z)   700 című angol Wikipédia-szócikk ezen változatának fordításán alapul.  Az eredeti cikk szerkesztőit annak laptörténete sorolja fel. Ez a jelzés csupán a megfogalmazás eredetét és a szerzői jogokat jelzi, nem szolgál a cikkben szereplő információk forrásmegjelöléseként.